# Jeznice
Jeznice jsou vesnice, část města Hluboká nad Vltavou v okrese České Budějovice v Jihočeském kraji. Leží mezi Purkarcem a Litoradlicemi na levém břehu Vltavy. V katastrálním území Jeznice leží i Buzkov.

## Historie

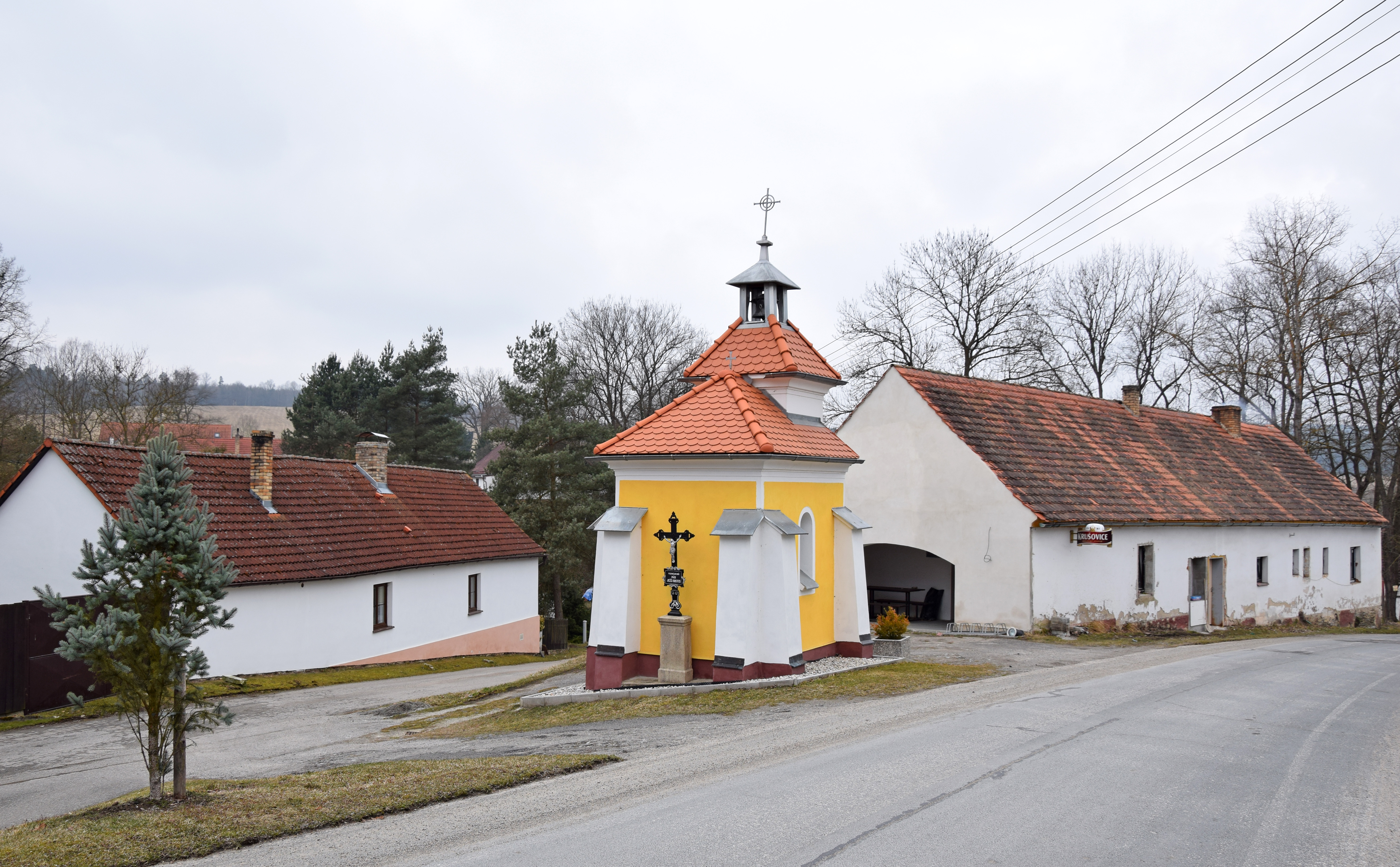
Kaple v Jeznici

Jeznice (původně Jezmice) vznikla pravděpodobně před rokem 1377, ze kterého pochází první písemná zmínka. Král Václav IV. tehdy daroval svému kuchaři jeden lán v Jeznici za hájení lesů okolo Karlova hrádku blízko Purkarce proti pytlákům. Dne 4. července 1614 koupil Jeznici Václav Malovec. Po bitvě na Bílé hoře v roce 1620 Jeznice přešla s ostatním majetkem Malovců ke hlubockému panství. V sedmnáctém století přešla obec pod Hlubokou nad Vltavou.
V roce 1869 v Jeznici žilo 213 obyvatel.

## Obyvatelstvo
| Rok            | 1869 | 1880 | 1890 | 1900 | 1910 | 1921 | 1930 | 1950 | 1961 | 1970 | 1980 | 1991 | 2001 | 2011 | 2021 |
| -------------- | ---- | ---- | ---- | ---- | ---- | ---- | ---- | ---- | ---- | ---- | ---- | ---- | ---- | ---- | ---- |
| Počet obyvatel | 213  | 196  | 182  | 190  | 182  | 171  | 160  | 86   | 75   | 75   | 63   | 50   | 35   | 40   | 35   |
| Počet domů     | 24   | 24   | 26   | 26   | 27   | 28   | 29   | 28   | 25   | 20   | 20   | 21   | 26   | 25   | 26   |

## Obecní správa
V letech 1850–1902 byla Jeznice součástí obce Jaroslavice, poté se stala samostatnou obcí. V letech 1943–1945 a poté od 1. dubna 1976 do 30. června 1985 byla připojena k Purkarci, spolu s kterým byla připojena 1. července 1985 k Hluboké nad Vltavou. V letech 1902–1976 k obci patřil Buzkov.

## Doprava
Přes Jeznici vede silnice III.třídy 12221 a cyklotrasa č. 1079 Hluboká nad Vltavou – Týn nad Vltavou, která je součástí Vltavské cyklistické cesty.

## Pamětihodnosti
- Mohylník Hřeben
- Mohylník při široké aleji
- Mohylník nad Rochačkami
- Mohylník Šífárna